# Instituto de Investigaciones Bioquímicas de Bahía Blanca
El Instituto de Investigaciones Bioquímicas de Bahía Blanca (INIBIBB) es parte del Centro Científico Tecnológico de Bahía Blanca. Fue fundado el 18 de junio de 1970. En 1973 se transformó en una Unidad Ejecutora, de doble dependencia Universidad Nacional del Sur-CONICET.